# 류큐 음악
류큐 음악(오키나와어: 琉球音楽)은 류큐 제도의 과거부터 현재까지의 음악을 통틀어 일컫는 말이다. 아마미 제도에서 일컫는 명칭을 따서, 시마우타(오키나와어: 島唄)라고도 부른다.

## 종류

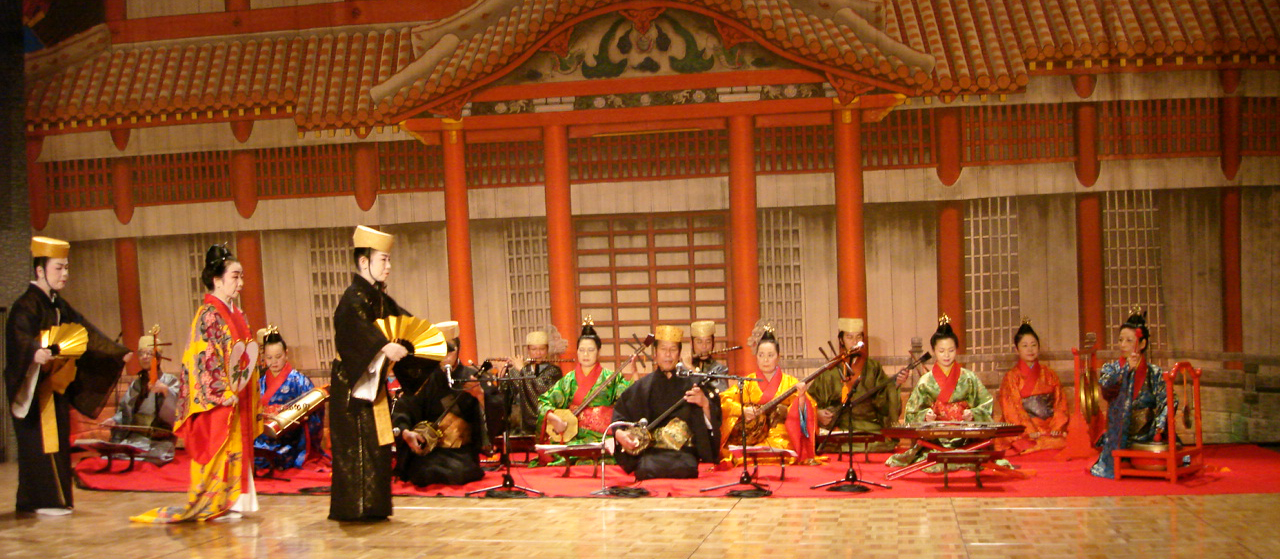
류큐 왕실 전통 무용

류큐 음악 중에서, 민요는 과거에서부터 농사를 지으며 불렸기에, 농민들의 삶과 밀접한 연관이 있으며, 우자가쿠는 왕실 무용을 위해 불리면서, 무용과 더불어 사용된다.

## 같이 보기
- 류카